# Pizzone
Pizzone è un comune italiano di 301 abitanti della provincia di Isernia in Molise. Fino al XV secolo è stato parte integrante del Giustizierato d'Abruzzo e dell'Abruzzo Citeriore. È il comune più occidentale del Molise.

## Geografia fisica
Si trova nell'estremità nord-occidentale della regione Molise, al confine con le regioni Lazio e Abruzzo ed è uno dei cinque comuni molisani appartenenti al parco nazionale d'Abruzzo, Lazio e Molise.
Il paese è adagiato su uno sperone del monte Mattone, a 730 metri sul livello del mare. Come ricorda L. Iannelli ne La storia di Pizzone, «Pizzo equivale ad angolo remoto, recesso […] e potrebbe essere il significato primigenio di Pizzone […]». Questa etimologia trova la sua prima segnalazione nel trattato di Giambattista Masciotta, edito nel 1916, il quale la definisce “abbastanza vacua” e la riporta “a mero titolo di curiosità”. È evidente che essa trae spunto dalla comparazione dei termini pizzo/Pizzone.
Il paese è chiuso da due rivi: il primo a occidente scende dalle Forme, Iannini, Vallecorda, un tempo alimentava due mulini, e si unisce a valle al rivo di Collealto, ossia di San Michele, l'altro rivo scende da settentrione ed è chiamato Iemmare (un tempo Fiumare e che attraversa le frazioni di Aramerdaria e Ommero). Lo Iemmare trae origine dall'Acquasparta, confluisce nel torrente Rienziere e poi nel Volturno sotto il mulino che fu nell'800 di don Alessandro Martino. Pizzone conta due fontane di acqua potabile, una a occidente detta Fonte Lunga, l'altra a mezzogiorno detta Fonte la Vetica.
Inoltre è uno dei quattro comuni del Molise, insieme a Pozzilli, Tufara e Venafro, il cui territorio è confinante con due regioni.

## Storia
La zona di Pizzone è stata certamente abitata fin dal periodo neolitico. Ciò è testimoniato da una serie di lame litiche ritrovate nel suo agro e attualmente custodite in un museo di Campobasso.
Lo sperone roccioso di Pizzone era infatti posto a cavallo di un'antichissima arteria stradale che attraversava la catena montuosa delle Mainarde. Durante il periodo sannita tale via assunse ulteriore importanza collegando commercialmente e militarmente i touti separati da questi monti. La strada infatti, toccando San Vito di Colli, Cerro, e attraversando il valico di San Francesco, giungeva sino ad Aufidena, attuale Alfedena. Certamente la via fu percorsa dagli eserciti romani durante le guerre sannitiche del IV secolo a.C.
Potrebbe trattarsi dell'antichissimo sistema viario italico-sannita Corfinium-Aequum Tuticum, nel tratto compreso tra Aufidena ed Aesernia, di cui si conservano alcuni tratti selciati a monte di Alfedena verso il valico del Calvario o di San Francesco.
Anche nel caso di Pizzone, come per gli altri borghi della valle, le prime notizie storiche si devono al Chronicon Volturnense. Pochi decenni dopo la distruzione apportata dall'incursione araba dell'881 d.C., ed al momento della ricostruzione della Badia maggiore di San Vincenzo al Volturno, l'Abate Raimbaldo, feudatario della zona, decise di popolare tra il 935 e il 981 l'attuale territorio di Pizzone con coloni provenienti dalle terre dei Marsi ai quali la Badia concedeva appezzamenti per la durata di 29 anni. Vennero quindi creati i borghi di Iannini, Roccasecca, Cerquacupa e Viscurri (o Biscurri), dei quali rimangono alcuni ruderi.
Carlo II d'Angiò sottrasse Pizzone alla giurisdizione della Badia con decreto del 13 ottobre 1295 e lo assegnò in feudo ad Andrea d'Isernia. Dopo la morte di quest'ultimo nel 1316, Pizzone (Piczotum) venne aggregato all'Abruzzo Citeriore (Chieti), come risulta dai Regesti Angioini del 1320. Nel 1383 i monaci furono costretti a vendere ulteriori terre attorno al Castrum Piczoni al fine di restaurare l'abbazia.
Secondo varie fonti, i feudatari diretti di Pizzone furono nel XIV secolo i della Leonessa, dalla seconda metà del secolo fino al 1450, i Caldora. Tra il XV e il XVI secolo fu poi feudo dei Pandone, conti di Venafro, ed appartenne successivamente ai de Bucchis,ai Manso ed ai Marchesani, per passare nel 1777 a Domenico Cestari e, infine, al marchese Pietro Battiloro.
Con l'abolizione del feudalesimo dal 1809 inizia una lunga serie di sindaci. Con il Decreto del 17 febbraio 1861, Pizzone viene a far parte della Provincia del Molise, mentre con la creazione, nel 1929, del Parco nazionale d'Abruzzo, Lazio e Molise, ampi suoi territori vi vengono inclusi.
Il Patrono di Pizzone è San Nicola di Bari (6 dicembre). Il 10 giugno si celebra con particolare enfasi anche Santa Liberata crocifissa, presso l'omonima chiesetta.

### Simboli
L'odierno stemma del Comune di Pizzone raffigura su campo azzurro tre monti all'italiana d'argento, isolati e ordinati in fascia, quello centrale più alto, fondati sulla campagna d'argento e d'oro, per inchiesta di quattro pezzi.

## Monumenti e luoghi d'interesse
L'attuale Pizzone risale grosso modo al XIV secolo quando furono aggregati ed incastellati diversi nuclei abitativi. Con l'"incastellamento" vennero create tre porte: Porta Lecina, verso ovest, Porta dei Santi a Santa Liberata (a 500 metri dalla quale, fuori dell'abitato, si trova la Fonte Lunga) e Porta Borea o Vorea verso San Rocco che deriva il proprio nome dal freddo vento che spira da settentrione.
Secondo l'architetto Franco Valente, della medioevale Porta dei Santi «rimane solo un vago ricordo nell'arco che ne ripete il limite originario sulla cortina di case sovrapposte all'antica cinta muraria angioina». Fuori dall'abitato si segnala una torretta di avvistamento saracena del IX secolo.

### Chiesa di San Nicola
Sempre al XIV secolo risale la maggiore attrazione del paese, la Chiesa di San Nicola. Una lapide, ora murata all'interno, e che un tempo appariva sulla facciata della Chiesa riporta l'iscrizione:
ovvero «nell'anno del Signore 1318, regnante il nostro Re e signore Roberto, sotto il suo nono anno di governo nell'Indizione I, governando nel monastero di San Vincenzo l'Abate Nicola, per mezzo del maestro Martino De Rocca [fece restaurare o fece costruire]».
A proposito dell'abate Nicola, l'architetto Franco Valente sostiene: "Non tutti gli storici si sono resi conto che si tratta di Nicola di Frattura che fu celebre non solo per il suo originale commento alla Regola di S. Benedetto, ma anche e soprattutto per la sua fuga a Bologna per non avere a che fare con Celestino V, di cui fu apertamente avversario."
La chiesa dovette subire successivamente ricostruzioni ed ampliamenti, probabilmente nel 1318 e dopo il terremoto del 1349, anno in cui fu ricostruita riorientandola da ovest ad est. Tale ricostruzione fu però di dimensioni più piccole, con una navata ed un tetto piatto. Nel 1419 fu allungata a destra (a sud) mentre nel 1535 fu allungata ad oriente, con la costruzione del transetto, dell'abside e della cupola. Nel 1610 fu costruita la sagrestia, nel 1794 il campanile e nel 1830 fu nuovamente restaurata.
Gli altari, all'interno della chiesa, erano dedicati a Sant'Antonio, alla Madonna del Rosario, a San Rocco, alla Madonna del Carmine, a San Nicola, a Sant'Ilario ed a Santa Liberata. Dal secolo scorso sono rimaste solo le statue dei primi quattro Santi, oltre a San Nicola sull'altare maggiore. La campana fu fusa nel 1439, ma il 9 agosto 1842 fu fatta rifondere presso la fonderia Marinelli poiché spezzata. Nella chiesa sono custoditi monili sacri d'argento cesellato risalenti al Quattrocento.
Sotto il pavimento esiste un complesso di quattro cripte. La cripta principale ha anche delle colonne riconducibili al X secolo. Tali sotterranei sono stati scoperti dall'arciprete Don Alfredo Bernardi in occasione del terremoto del 1984.
Sono ora accessibili attraverso un passaggio praticato all'estremità della navata sinistra. Come in uso a quei tempi, nelle cripte venivano tumulati gli appartenenti a famiglie in vista di Pizzone. Nella navata di destra sono emerse tracce di un antico altare e di affreschi.

### Altre chiese
Alla sommità del paese è la cappella dell'Assunta, destinata a cimitero dal 1840 al 1889 e detta “del Moricone”; in contrada Campo è invece la Cappella dei Santi Giovanni e Paolo; fuori dalla Porta dei Santi c'è ancora la Cappella di Santa Liberata, costruita nel 1637 sui ruderi di una chiesa preesistente; infine fuori Porta Borea c'è la Cappellina di San Rocco restaurata nel 1905 ad opera della famiglia Di Benedetto.
In base ad un documento del 1697, quando il vescovo di Aversa Innico Caracciolo fece una visita pastorale trovando la parrocchia e gli altari in «sordido stato», si ha notizia dell'esistenza di altre chiese rurali dedicate a San Pietro in Cerquacupa, a San Biagio, a San Rocco e a Santa Maria dei Moriconi. Tali cappelle sono andate perdute nel tempo. Da un frammento di documento rinvenuto nel corso dei restauri di San Nicola del 1870 si desume che la chiesa di San Pietro di Cerquacupa fosse assai fiorente nella seconda metà del XIV secolo.

### Aree naturali
Da Pizzone si raggiunge, attraverso una strada provinciale, la piana posta poco più in basso del Campitello, chiamata "Pianoro delle Forme" o Valle Fiorita, da dove si può iniziare l'ascensione al Monte Meta (metri 2.242).
A circa un'ora e mezza di cammino la vegetazione diventa completamente inesistente svelando la suggestive vista della Valle Pagana e del Monte Meta. Ancora un'ora di cammino e lasciando alle spalle il Passo dei Monaci si abbandona il sentiero M1 per raggiungere la vetta del Monte Meta sopra la quale è posta una croce. Il panorama si estende a vasto raggio e consente di vedere ad occhio nudo l'Abbazia di Montecassino e numerosi altri landmark del territorio.
Imponente è l'acero di valle Ura dalla circonferenza di oltre sei metri.
Aquila reale, orso bruno marsicano, camoscio d'Abruzzo ed altri ungulati popolano i folti boschi di faggio, scendendo spesso a valle. A Pizzone esiste un museo dell'Orso e l'Area faunistica dell'Orso Bruno Marsicano.
Le escursioni consigliate sono:
- M1 Pianoro delle Forme – Passo dei Monaci: 1,5 ore;
- M2 Pianoro delle Forme – Valle Venafrana: 7 ore;
- M3 Passo dei Monaci – Coste dell'Altare – Passo della Tagliola: 5 ore;
- M4 Colle Iannini – Valle di Mezzo: 1 ora;
- M5 Pizzone – Casone del Medico: 2 ore;
- M6 Località Fratte – San Michele a Foce: 2 ore;
- MN1 Sentiero Natura orso marsicano.

## Società

### Evoluzione demografica
Abitanti censiti